# Micrandra gleasoniana
Micrandra gleasoniana är en törelväxtart som först beskrevs av Léon Camille Marius Croizat, och fick sitt nu gällande namn av Richard Evans Schultes. Micrandra gleasoniana ingår i släktet Micrandra och familjen törelväxter.
Artens utbredningsområde är Guyana. Inga underarter finns listade i Catalogue of Life.